# Moraea angolensis
Moraea angolensis är en irisväxtart som beskrevs av Peter Goldblatt. Moraea angolensis ingår i släktet Moraea och familjen irisväxter. Inga underarter finns listade i Catalogue of Life.